# Moncapricesee (Naturschutzgebiet)
Das Naturschutzgebiet Moncapricesee liegt auf dem Gebiet der Gemeinde Löwenberger Land im Landkreis Oberhavel in Brandenburg.
Das Gebiet mit der Kenn-Nummer 1397 wurde mit Verordnung vom 17. Mai 1992 unter Naturschutz gestellt. Das rund 113,6 ha große Naturschutzgebiet mit dem Moncapricesee erstreckt sich östlich von Hoppenrade und westlich von Neuhäsen, beide Ortsteile der Gemeinde Löwenberger Land. Südlich des Gebietes verläuft die B 167, nordöstlich erstreckt sich das rund 52 ha große Naturschutzgebiet Häsener Luch.